# Cattedrale di San Magnus

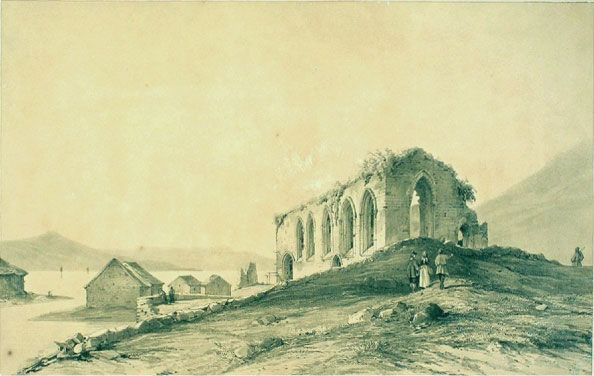
La cattedrale in una stampa del 1839

La cattedrale di San Magnus è un'antica cattedrale diroccata nel villaggio di Kirkjubøur, nelle Isole Fær Øer. Risale al XIV secolo e sino al 1538 ospitò i vescovi cattolici dell'arcipelago. Dedicata a san Magno Erlendsson, essa era il maggiore centro spirituale delle isole prima della riforma protestante. Oggi costituisce il più importante sito storico delle isole e la maggiore attrazione dell'antico villaggio di Kirkjubøur.

## Le rovine
Immagini delle rovine della cattedrale di San Magnus in una serie di francobolli faroesi del 1988:

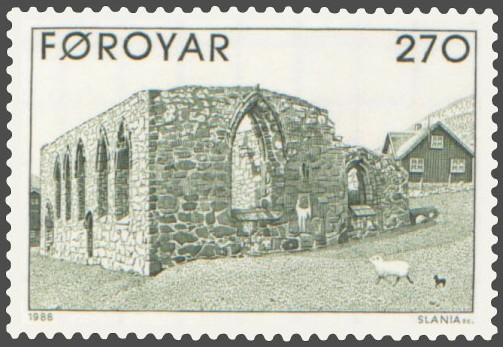
FR 169: La cattedrale.
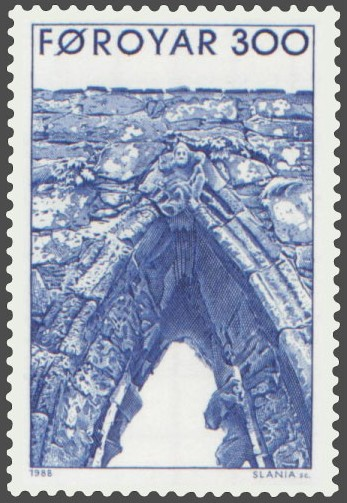
FR 170: Dettaglio di un arco gotico.
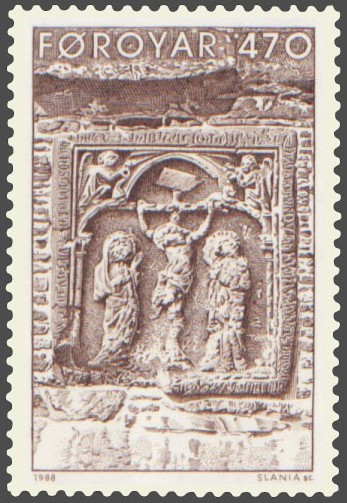
FR 171: La crocifissione su un muro interno.
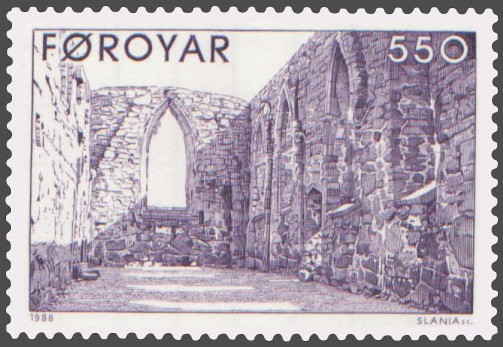
FR 172: Dentro le rovine